# Robert Tapert
 Robert „Rob” Gerard Tapert    (n. 14 mai 1955, Royal Oak⁠(d), Michigan, SUA) este un producător de film și de televiziune american. Este cel mai cunoscut pentru creația serialului idol fantastic Xena, Prințesa războinică (Xena: Warrior Princess) împreună cu John Schulian. Este unul dintre membrii fondatori ai companiilor de producție de filme Renaissance Pictures și Ghost House Pictures. Primul său film ca producător este Cartea morților din 1981.